# Tanja Wenzel

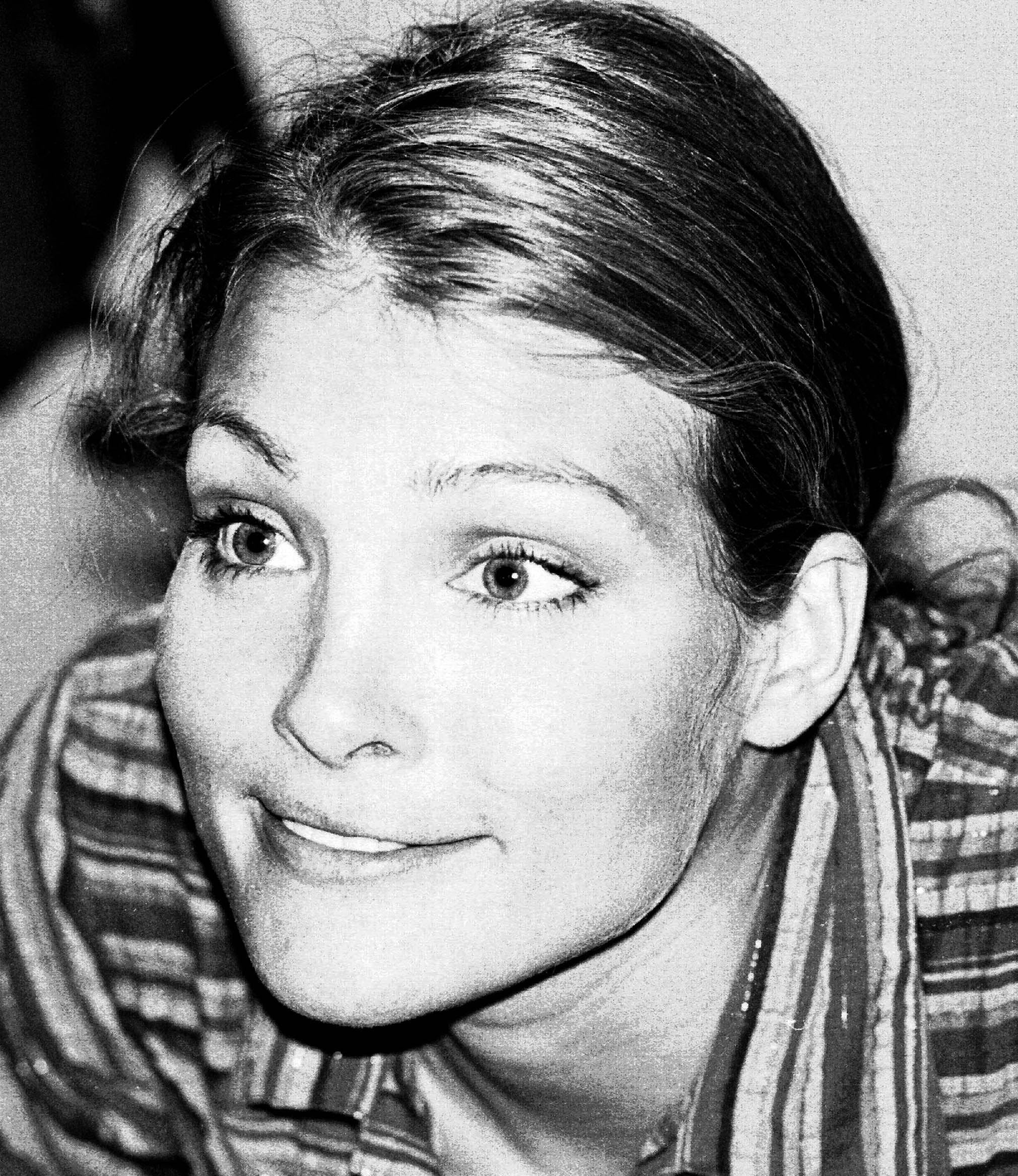
Tanja Wenzel (2006)

Tanja Anna Wenzel (* 27. Juli 1978 in Ost-Berlin) ist eine deutsche Schauspielerin.

## Leben
Mit 15 Jahren erreichte Wenzel im Modelwettbewerb Gesicht '93 den dritten Platz. Dabei wurde sie von den Produzenten von Gute Zeiten, schlechte Zeiten entdeckt und erhielt daraufhin die Rolle der Mascha Marcks, die sie allerdings nur für ein Jahr spielte. Im Jahr 1998 machte sie ihr Abitur. Seit 2007 studiert sie Psychologie an der Freien Universität Berlin.
Bekannt wurde Wenzel vor allem durch ihre Rolle als Isabell Brandner in Verbotene Liebe. Mit dem RTL-Film Held der Gladiatoren machte Wenzel erstmals ein breiteres Publikum auf sich aufmerksam. 2004 folgte der Kino-Kassenschlager Der Wixxer zusammen mit Anke Engelke, Bastian Pastewka und Oliver Kalkofe. 2005 drehte Wenzel vier Folgen der RTL-Actionserie Wilde Engel ab. Im Jahr 2009 ließ sie sich für die Oktoberausgabe des Playboy ablichten.
Von 2009 bis 2010 war sie als Annett Darcy in der Telenovela Anna und die Liebe in der Funktion der Antagonistin zu sehen.
Nach ihrem Serien-Ende in Anna und die Liebe nahm sie an der WOK-WM 2011 teil und spielte in Gastrollen in verschiedenen Serien.
Seit Oktober 2012 spielt sie auch Theater. Sie stand gemeinsam mit Mathias Schlung, Bürger Lars Dietrich und Volker Michalowski in Dietrichs Demokratische Republik auf der Bühne, und zusammen mit Jeanette Biedermann in Tussipark.
Ab Dezember 2018 war Tanja Wenzel in der Seifenoper Alles oder nichts zu sehen, in welcher sie die Rolle der Melissa Brock von Sarah Maria Besgen übernahm, die die Serie aus privaten Gründen verließ. Sie spielte die Rolle bis zur Einstellung der Serie 2019.

## Soziales Engagement
Tanja Wenzel engagiert sich als Jugendbotschafterin für die UNICEF.

## Privat
Im Dezember 2015 erlitt sie bei einem Brand in ihrer Wohnung in Braunschweig eine Rauchvergiftung, konnte sich jedoch über den Balkon in Sicherheit bringen.
Ein Jahr später, im Dezember 2016, brachte sie ihr erstes Kind zur Welt.

## Filmografie

### Serien
- 1995: Gute Zeiten, schlechte Zeiten (Folgen 648–773)
- 1999–2004: Verbotene Liebe (Folgen 1087–2257)
- 2003: Die Sitte (Folge 1x02: Auf gute Nachbarschaft)
- 2005: Ladyland
- 2005: Alarm für Cobra 11 – Die Autobahnpolizei (Folge 127: Der Kommissar)
- 2005: SOKO Köln (Folge 2x24: Blondes Gift)
- 2005: Wilde Engel (Staffel 2, vier Folgen)
- 2008: SOKO 5113 (Folge 33x04: Mitten ins Herz)
- 2009–2010: Anna und die Liebe (Folgen 100–124 und 258–563)
- 2009: Doctor’s Diary (Folge 2x01: Hurra – Endlich wieder Liebeskummer)
- 2009: Lasko – Die Faust Gottes (Folge: Der Fluch)
- 2009–2010: Schillerstraße (Folgen 130 und 133 als sie selbst)
- 2012: Es kommt noch dicker (Folge 3: Blackout)
- 2013: Heiter bis tödlich: Hauptstadtrevier (Folge 8: Der Partner)
- 2014: Heldt (Folge 10: Die Abrechnung)
- 2018–2019: Alles oder nichts (Folge 46–105)

### Spielfilme
- 2002: Ein Alptraum von 3 1/2 Kilo (Fernsehfilm)
- 2003: Held der Gladiatoren (Fernsehfilm)
- 2004: Der Wixxer
- 2006: Ausgeliefert! Jagd durch Berlin
- 2006: Wo ist Fred?
- 2007: Vollidiot
- 2014: Rosamunde Pilcher: Mein unbekanntes Herz

### Kurzfilme
- 2005: Toy Boy
- 2006: Bum-Bum
- 2006: Il Giardino
- 2009: Der Zauberregen

## Theater
- 2012: Dietrichs Demokratische Republik
- 2014: Tussipark

## Auszeichnungen
- 2005: Jupiter (als Bester Newcomer)
- 2007: Undine Award (als Beste jugendliche Komödiantin)
- 2009: Wild and Young Award für Anna und die Liebe (Kategorie "Beste Soap", als Ensemblemitglied)
- 2011: Nominierung German Soap Award (Kategorie "Fanpreis Weiblich")